# دریاچه الگیگیتگین
دریاچه الگیگیتگین (انگلیسی: Lake Elgygytgyn) یک دریاچه در ناحیه خودگردان چوکوتکای کشور روسیه است.